# Silence (A.C.T)
Silence är ett studioalbum av det svenska progrock-bandet A.C.T.
- Bolag - Inside Out Music
- År - 2006
- Releasedatum - Oct 10
- Antal CD - 1

## Låtlista
1. Truth Is Pain (4:10)
2. Puppeteers (4:13)
3. This Wonderful World (4:20)
4. Out of Ideas (4:47)
5. Hope (4:29)
6. Into the Unknown (3:55)
7. No Longer Touching Ground (4:11)
8. Useless Argument (4:49)
9. Voice Within (3:53)
10. Call in Dead (2:51)
11. Silent Screams (1:58)
12. Introduction (0:51)
13. Millionaire (2:10)
14. Joanna (3:09)
15. Father's Love (2:32)
16. Memory to Fight (2:43)
17. Diary (3:10)
18. Wound That Won't Heal (4:32)
19. Final Silence (4:06)